# Língua khatso
A língua khatso (em khatso: [kʰa⁵⁵tso³¹tɕʰi³¹]; em chinês: 喀卓语, transl. kāzhuóyǔ), também conhecida como katso ou kāzhuó, é uma língua ngwi-birmanesa do ramo tibeto-birmanês da família sino-tibetana. Com cerca de 5600 falantes, o idioma khatso é predominantemente presente em Xingmeng, uma aldeia localizada no sudoeste da China, na província de Yunnan.
Considerada uma língua relativamente nova, com menos de 750 anos, o khatso surgiu após a invasão mongol de Yunnan em 1253, através do contato entre soldados mongóis e os grupos étnicos locais. No entanto, a sua evolução desde a origem ainda não foi completamente analisada.
O khatso é uma língua ágrafa, sem um sistema de escrita próprio, o que obriga o uso do chinês para placas, anotações e até mesmo listas de compras na aldeia. Como consequência, tal dependência contribui para um declínio intergeracional na habilidade linguística, levando a UNESCO a classificar o idioma khatso como "definitivamente em risco de extinção". Apesar do bilinguismo chinês na aldeia, o khatso ainda é a língua do dia a dia. Na comunidade, é essencial a fluência em khatso caso alguém queira ser reconhecido como um khatso legítimo. Esse forte senso de identidade e as roupas tradicionais das mulheres são as principais marcas culturais que distinguem os khatso de outros grupos étnicos em Yunnan.
A língua khatso exibe características fonológicas, morfológicas e sintáticas típicas das línguas ngwi. Fonologicamente, destaca-se pela ausência de consoantes sonoras e vogais tensas, além de possuir um inventário tonal mais elaborado. Embora tenha alguns empréstimos lexicais do mongol, o khatso permanece como uma língua independente dentro da família ngwi, sem substrato mongol significativo.

## Etimologia
O idioma khatso, por ser uma língua ágrafa, não possui uma representação escrita da pronúncia nativa (kʰa⁵⁵tso³¹tɕʰi³¹). Por conta disso, pesquisadores utilizam o seu exônimo chinês, 喀卓语 kāzhuóyǔ, com 语 yǔ indicando que 喀卓 kāzhuó, nome da etnia, refere-se a uma língua.

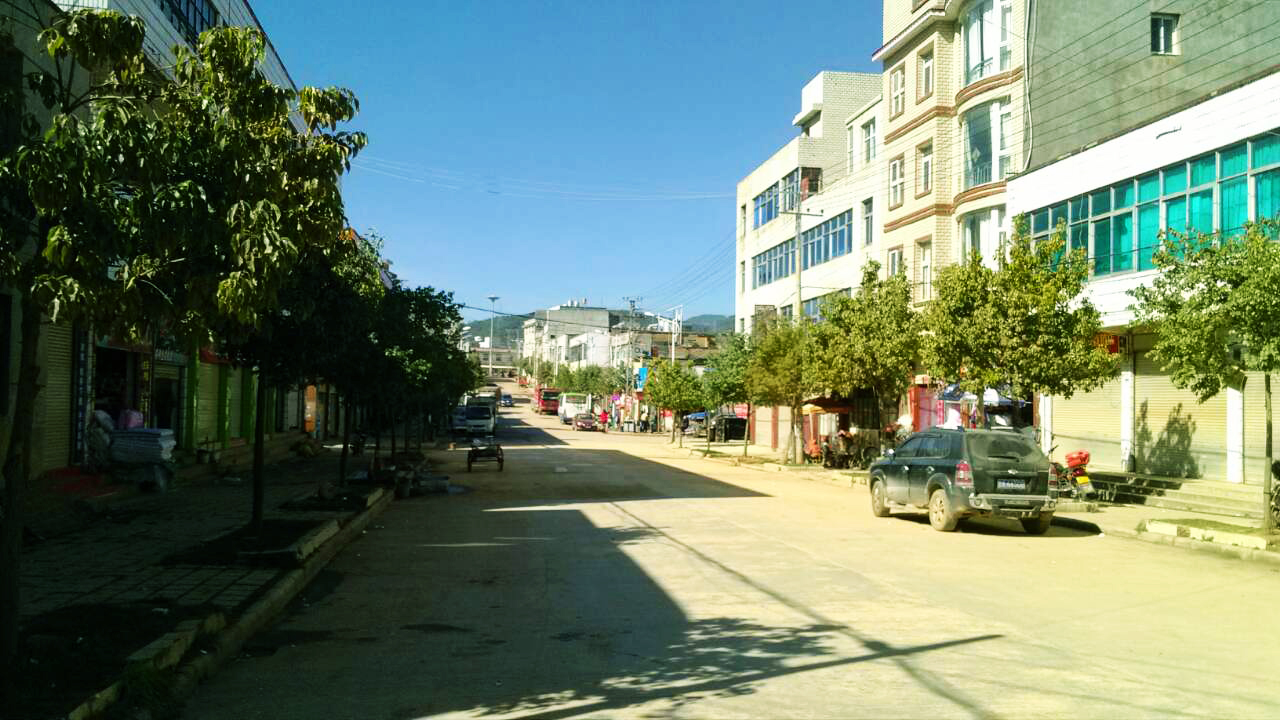
Condado de Luquan, Kunming.

Os falantes nativos costumam se referir à sua própria língua como kʰa⁵⁵tso³¹tɕʰi³¹, que poderia ser traduzido como "língua khatso", usando tɕʰi³¹ para designar o termo como uma língua. Sobre a etimologia do endônimo khatso kʰa⁵⁵tso³¹, ainda não existe um consenso entre os pesquisadores sobre a sua origem. A hipótese popular, também defendida pela academia mongol, sugere que o nome evoluiu da palavra mongol médio para "si mesmo, próprio". Entretanto, uma outra teoria concorrente sugere que o nome khatso kʰa⁵⁵tso³¹ compartilha uma origem com kʰa²¹dzo⁵⁵, o nome de uma aldeia ngwi no Condado de Luquan, ao norte de Kunming. Em chinês, o termo significa "aldeia central" e é escrito como 卡柱 kǎzhù, com kǎ representando "aldeia" e zhù "suporte" ou "entre". No entanto, todas as hipóteses sobre a etimologia permanecem inconclusivas.

## Distribuição
A maior parte dos falantes de khatso são os residentes de Xingmeng, uma aldeia localizada no sudoeste da China, na província de Yunnan. Embora a população da aldeia seja pequena (aproximadamente 5620 em 2006), mais do que 99% dos habitantes são proficientes em khatso. Além disso, todos os residentes são bilíngues em chinês, mesmo khatso sendo a língua usada no cotidiano da vila  Na comunidade, é essencial a fluência em khatso caso alguém queira ser reconhecido como um khatso legítimo.
O idioma khatso, por não ter um sistema de escrita nem ser reconhecido oficialmente como uma língua independente, não recebe suporte de mídias ou tecnologias, dificultando sua disseminação.
Xingmeng é dividida em cinco aldeias: ȵa³²³ka³⁵ ou Zhongcun, pɛi³²³ko⁵³ ou Baige, kʰa⁵⁵tsɿ³³ ou Xìacun, pɛi³²³pa³²³ ou Jiaoyiwan e sɿ²⁴tsʰɿ³³xo³⁵ ou Taojiazu. Atualmente, quatro delas são contíguas, com apenas sɿ²⁴tsʰɿ³³xo³⁵ ou Taojiazu geograficamente separada.

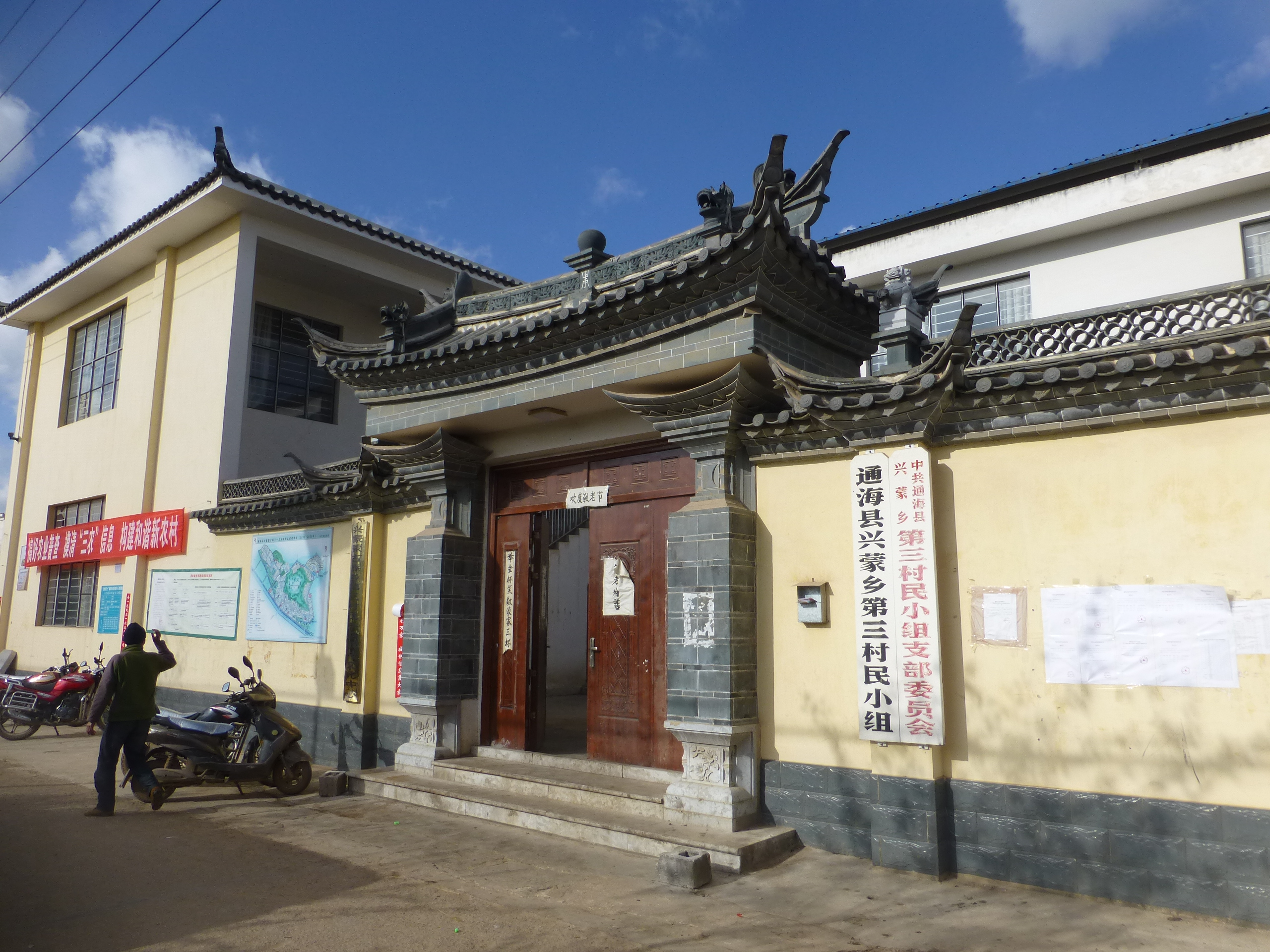
Escritório do governo em Xingmeng.

Embora tenha um número reduzido de falantes, o khatso não possui um padrão comum de pronúncia. Existe, na verdade, uma quantidade notável de variação fonética por toda a aldeia. Além disso, o vilarejo ȵa³²³ka³⁵ ou Zhongcun é famoso entre os habitantes pelo seu "sotaque distinto". Essas variações, no entanto, não são extensas e envolvem principalmente alternâncias previsíveis de vogais, e essas diferenças não comprometem a compreensão mútua entre os falantes.

### Línguas relacionadas
O khatso também contém uma grande quantidade de palavras emprestadas do chinês: quase 40% do vocabulário é de origem chinesa. Esses empréstimos vêm do mandarim do sudoeste, o dialeto da língua nacional que é falado em Sichuan, Yunnan, Guizhou e Hubei. Não surpreendentemente, a maior parte dos empréstimos mais recentes estão associados a novos conceitos nas esferas da tecnologia, política e cultura. Em alguns casos, as palavras emprestadas substituíram completamente as palavras originais, como acontece com os termos para direções e parentesco. Em outros, os termos nativos continuam sendo usados junto com os estrangeiros. Um exemplo disso são os números: os números vindos do hanyu são usados para falar sobre horários e datas, enquanto os números tradicionais do khatso ainda são usados para contar.
Embora o idioma tenha surgido através do contato entre soldados mongóis e grupos étnicos locais em 1253, o khatso possui poucas similaridades com o mongol atual. Existem alguns empréstimos lexicais, mas nenhum elemento mongol significativo. A relação do khatso com o mongol ainda é umas das principais questões envolvidas com a origem da língua.

## História

### História da língua

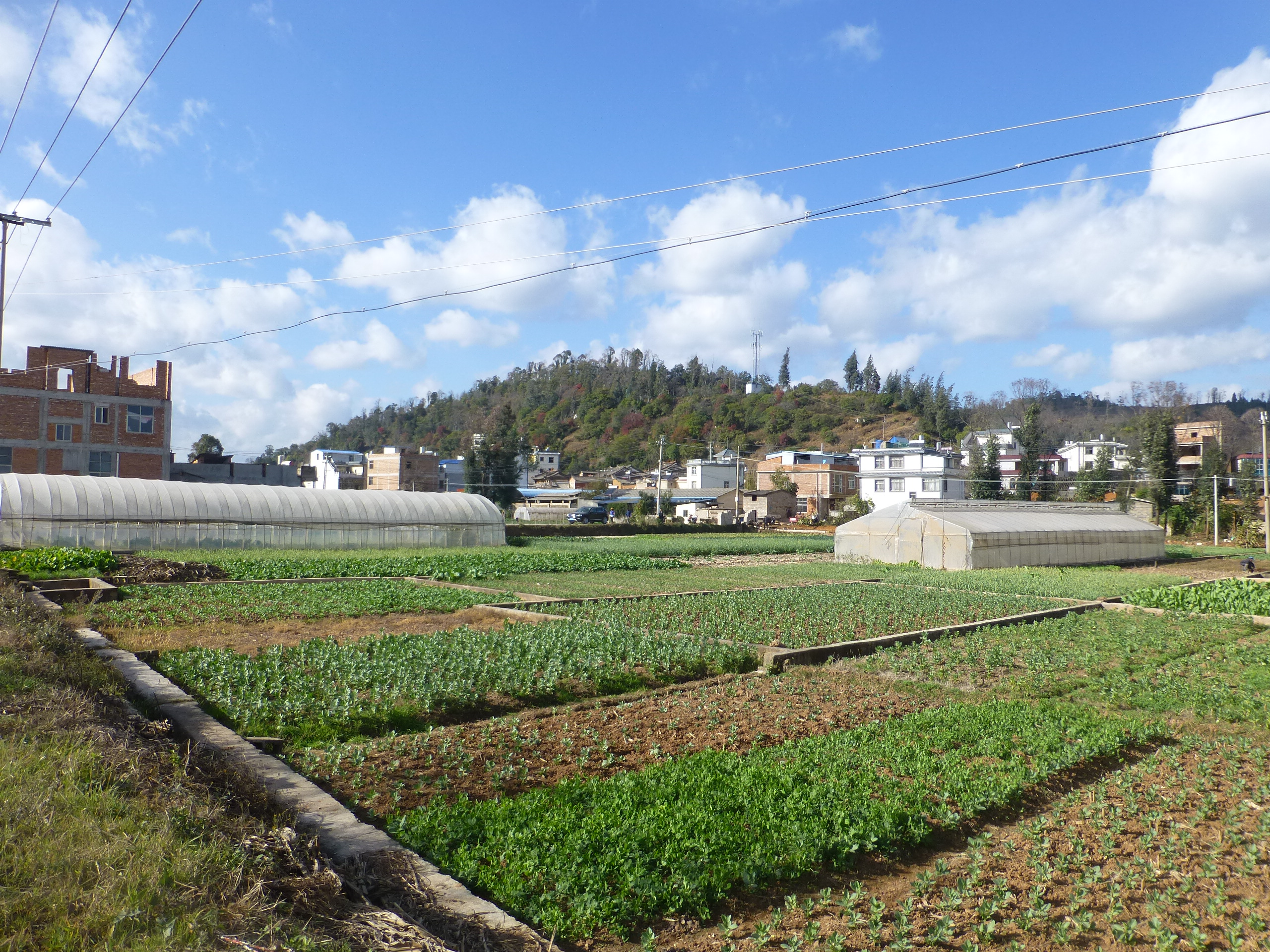
Xingmeng é uma vila agrícola cercada por campos de cultivo. Há vegetais como repolho em campos abertos e melões em estufas cobertas com plástico.

A língua khatso, possivelmente surgida há cerca de 750 anos, tem suas origens vinculadas à histórica invasão mongol em Yunnan em 1253, liderada por Kublai Khan. Com o intuito de conquistar a China partindo do sul, os mongóis tomaram Yunnan, então uma região independente habitada por diversas tribos étnicas e governada por uma dinastia Bai. A conquista rápida de Dali por 100.000 soldados mongóis não só estabeleceu a base para futuras campanhas militares, mas também marcou o início de uma fusão cultural e linguística, à medida que muitos soldados se estabeleceram permanentemente, casando-se com mulheres locais dos grupos étnicos Ngwi, Bai, Hani, entre outras.
Com o fim da dinastia Yuan em 1368, os remanescentes mongóis em Yunnan resistiram à nova dinastia Ming até 1381. Após a resistência, muitos se dispersaram ou se esconderam entre tribos locais. Um grupo de Qutuoguan, supostamente parentes do último comandante e suas tropas, fugiu para a margem pantanosa a oeste do Lago Qilu e deu origem a vilas que hoje compõem Xingmeng. Eles são considerados os ancestrais dos khatso. Eventualmente, os ex-soldados mongóis e suas famílias começaram a se dedicar à pesca e à agricultura, sendo conhecidos como "os pescadores". Este isolamento geográfico e cultural ajudou a preservar e desenvolver uma identidade khatso distinta, apesar das influências circundantes.

Durante a dinastia Ming, e mais tarde durante a Qing, a região de Yunnan viu uma intensificação da influência chinesa, com a chegada crescente de Han. Isso forçou muitos grupos ngwi, entre outros, a se deslocarem ou assimilarem aspectos da cultura han. No entanto, os khatso, em sua maioria pescadores e agricultores isolados, conseguiram manter um grau de independência cultural e linguística, em parte graças à prática de endogamia feminina, onde mulheres khatso casavam apenas com homens khatso.

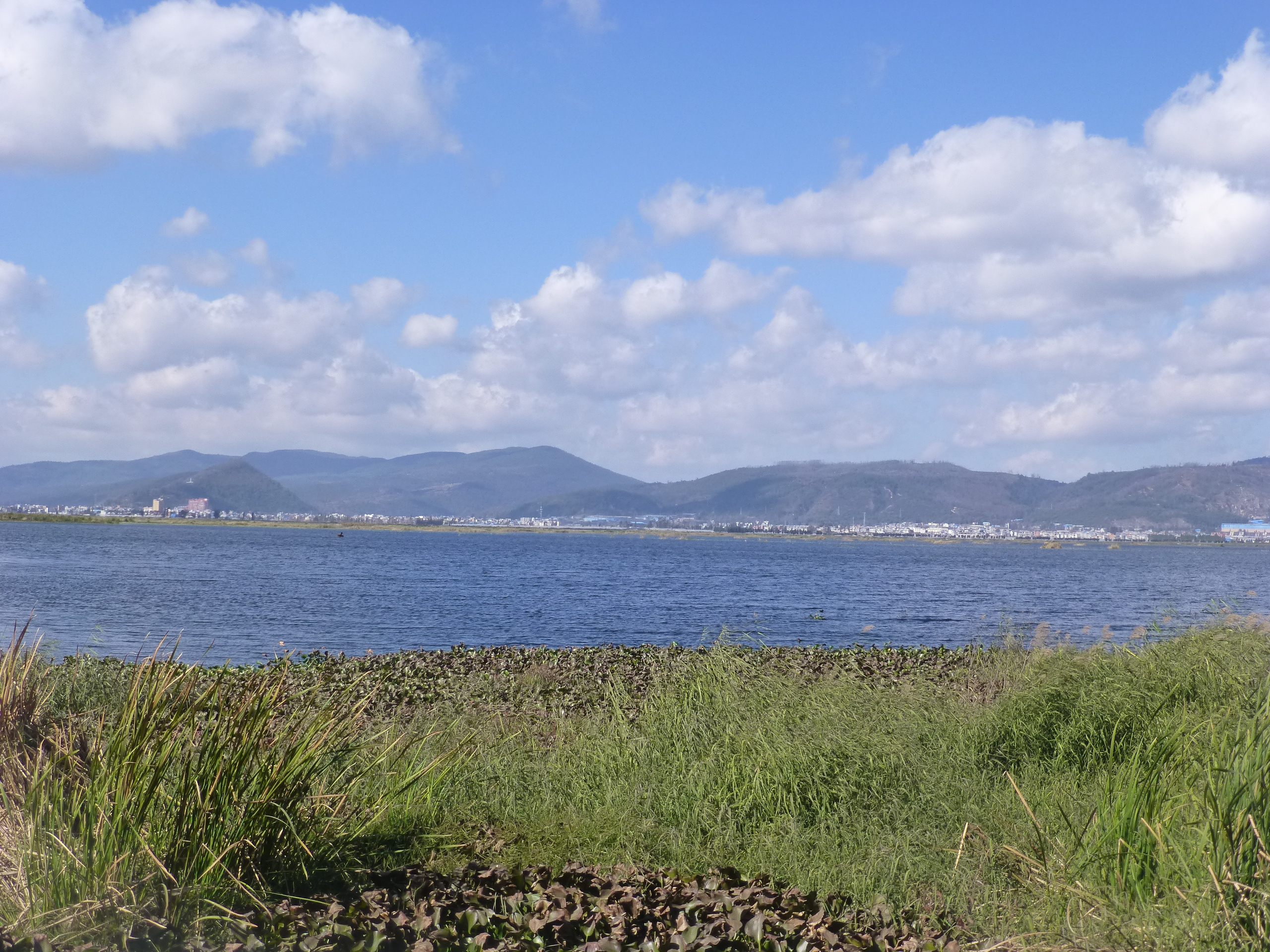
Lago Qilu.

Apesar de não possuírem um sistema de escrita próprio, a memória histórica dos khatso sobre sua herança mongol foi preservada oralmente e por meio de placas memoriais escritas em chinês, erigidas nos séculos XIX e XX. Essas placas ajudaram a manter viva a consciência de suas origens mongóis, especialmente durante a dinastia Qing, quando a etnia mongol não era mais vista com inferioridade, permitindo aos khatso reivindicarem publicamente seu legado mongol.
No século XX, particularmente após a revolução de 1949, a comunidade khatso em Xingmeng experimentou uma série de trocas culturais e educacionais com a Mongólia Interior, fortalecendo laços através de intercâmbios acadêmicos e educacionais que continuam até hoje. A Mongólia Interior até se tornou um destino de férias comum para os khatso.

### História da documentação
Com nenhum sistema de escrita, os khatso deixaram poucos registros históricos escritos. Entretanto, existem projetos que estão buscando preservar a história e a cultura do povo khatso e a sua língua. Um desses sites é o khatso.net, que inclui diversas fotos, aúdios, vídeos e textos.
Atualmente, ainda não existe nenhuma análise sistemática que determina o caminho evolutivo do idioma khatso. Entretanto, sabe-se que o khatso possui diversas semelhanças fonológicas e morfológicas, bem como similaridades em vocabulário e sintaxe, com as línguas da família ngwi. O consenso entre os linguistas é de que o khatso é uma língua independente dentro da família ngwi.
A primeira pesquisa acadêmica que documentou a língua khatso se chama 云南蒙古族语言初探 Uma primeira exploração da língua mongol de Yunnan, publicada em 1976 pelo acadêmico mongol Hasieerdun.

### História do ensino
Entre os residentes de Xingmeng, o khatso é a língua usada no cotidiano. Como ela é a língua materna, os falantes preferem usar khatso sempre que possível. Historicamente, a prática da endogamia entre os khatso ajudou a manter a língua dentro da comunidade, pois as mulheres que se casavam com homens khatso eram encorajadas a aprender e usar a língua. Além disso, com os pais e mães khatso frequentemente trabalhando fora por longos períodos, as crianças crescem ouvindo khatso dos avós.
Apesar de todos esses fatores que contribuem para a sobrevivência da língua, o bilinguismo chinês está gradativamente mudando o uso de khatso na aldeia. Com a obrigatoriedade do ensino médio em chinês e a necessidade dos estudantes khatso frequentarem escolas internas fora da aldeia, houve uma mudança gradual para o chinês como língua de uso predominante, especialmente em ambientes formais como escolas e serviços governamentais. Isso levou os pais a priorizarem o chinês como primeira língua de seus filhos, deixando o khatso em um segundo plano, aprendido de maneira mais informal e limitada aos contextos domésticos e de lazer.
A falta de um sistema de escrita próprio dificultou a preservação da língua, limitando a transmissão formal da língua khatso através de livros e filmes, que são predominantemente em chinês. A ausência de tecnologias de comunicação e entretenimento em khatso, como rádios, filmes e televisão, que utilizam o chinês para atingir uma audiência nacional, também contribui para o enfraquecimento do uso da língua nativa.

## Fonologia

### Consoantes
O khatso se destaca pela ausência de agrupamentos de consoantes. Em khatso, todas as consoantes, exceto duas, aparecem apenas como inícios de sílabas e nunca no final.  As únicas exceções são as nasais / m / e / ŋ /, que podem também funcionar como núcleos de sílabas. Isso cria um jeito especial de formar palavras em khatso, sem agrupamentos de consoantes, que é o contrário de algumas palavras que vemos no português, como "prato" ou "transcendental".
Outra particularidade é que as consoantes em khatso não se misturam com todos os tipos de vogais. Por exemplo, as consoantes formadas com os lábios (bilabiais) não são usadas com vogais que soam mais para trás na boca, como o "u" em "tucano", nem com combinações de vogais que começam com esses sons. Similarmente, as consoantes que são pronunciadas com a parte de trás da boca (velares) não acompanham a vogal "i" como em "fita", nem as combinações que começam com esse som.
O inventário consonantal da língua khatso está identificado abaixo:
|             | Bilabial | Labiodental | Alveolar | Pós-Alveolar | Palatal | Velar |
| ----------- | -------- | ----------- | -------- | ------------ | ------- | ----- |
| Plosiva     | p ʰ      |             | t ʰ      |              |         | k ʰ   |
| Nasal       | m        |             | n        |              | ɲ       | ŋ     |
| Fricativa   |          | f v         | s z      | ɕ            |         | x ɣ   |
| Africada    |          |             | ts ʰ     | tɕ ʰ         |         |       |
| Lateral     |          |             | l        |              |         |       |
| Aproximante |          |             |          |              | j       | w     |

### Vogais
Na língua khatso, quando as vogais aparecem em sílabas sem consoante no início, normalmente se produz uma pausa glotal (um leve bloqueio na garganta) antes da vogal. Essa pausa pode ser substituída por um deslize vocal, especialmente em fala rápida e mais natural, ou até ser omitida. Esses efeitos são variações que ocorrem na fala, mas não são considerados fonemas e, por isso, não aparecem na transcrição fonética. A produção de vogais pode variar bastante na prática, com diferenças observáveis nos espaços vocálicos em análises que consideram altura e posição da língua, capturadas em estudos detalhados com falantes distintos.
Além disso, é comum que as vogais se alonguem em sílabas no final de frases, o que pode alterar seu valor fonético; por exemplo, vogais altas podem ser abaixadas, fazendo com que / i / se torne [ɪ] e / ɛi / se torne [ɛ] ou [æ]. Esse alongamento também pode fazer com que as restrições articulatórias se relaxem, resultando em um acabamento mais aberto, semelhante ao de uma vogal epentética [ɤ], especialmente em vogais fricativas como / v / e / ɿ /.
|         | Anterior | Central     | Posterior |
| ------- | -------- | ----------- | --------- |
| Fechada | /i/      | / ɿ /1 /v/2 | /ɯ/       |
| Média   | /ɛ/      |             | /ɤ/ o/    |
| Aberta  | /a/      |             |           |

#### Encontros vocálicos
No khatso, os ditongos são formados pela união de duas vogais, fazendo com que a língua se mova uma vez durante a produção do som, enquanto os tritongos unem três vogais, exigindo dois movimentos da língua. Os nove ditongos no khatso, /iɛ, io, ia, uo, ua, ɛi, ai, au/, são especialmente comuns em palavras emprestadas do hanyu, indicando que muitos desses sons podem ter sido integrados à língua através desses empréstimos. Já os três tritongos, /iau, uɛi, uai/, aparecem quase exclusivamente em empréstimos do hanyu e são menos frequentes no léxico geral.
A produção dessas combinações de vogais mostra variações significativas, principalmente nos ditongos, em que a preferência do falante pode influenciar a pronúncia de palavras. Por exemplo, a expressão "estar cansado" pode ser articulada como [li³⁵], [lɛi³⁵] ou [lui³⁵].

### Tons
Uma característica marcante do khatso é seu inventário de tons, que inclui oito contornos tonais distintos. Este número é considerado grande para as línguas da família ngwi e a origem desses tons no khatso não é clara, tornando-se um dos aspectos mais notáveis da língua.
Os tons no khatso são variados, abrangendo três tons nivelados (55, 44, 33), dois tons ascendentes (35, 24), dois tons descendentes (53, 31) e um tom baixo que cai e depois sobe (323). Cada sílaba na língua possui um tom lexical, incluindo clíticos e partículas gramaticais. Sílabas sem tom não são encontradas no khatso. Além disso, todos os oito tons podem aparecer na maioria dos ditongos e tritongos, embora haja lacunas nessas séries. Isso ocorre provavelmente porque muitas das vogais complexas foram introduzidas na língua por meio de empréstimos do hanyu, um processo histórico aleatório. A exceção mais notável é o tom 44, que aparece em apenas algumas palavras do léxico de khatso.
Cada sílaba em khatso carrega um tom lexical, mas existem algumas palavras que podem ocorrer com mais de um tom sem alteração de significado. Essas variações são lexicalizadas, ou seja, são fixas e não resultam de mudanças tonais contextuais (sândi tonal). Por exemplo, o morfema de plural humano tsʰɤ pode ser pronunciado tanto com o tom 33 quanto com o tom 31, sem mudar o significado, refletindo as preferências do falante no discurso.
Há também casos em que um único morfema do hanyu foi incorporado ao khatso com diferentes tons, provavelmente porque os empréstimos foram adotados em momentos distintos. Um exemplo é a palavra para "dragão", que em khatso é lo³¹, mas em compostos emprestados, aparece com os tons 24 e 323. Por exemplo, na expressão "poço do dragão", pode-se usar tanto o tom 24 quanto o 323, enquanto o uso do tom 31 nesses compostos é considerado agramatical.

## Ortografia

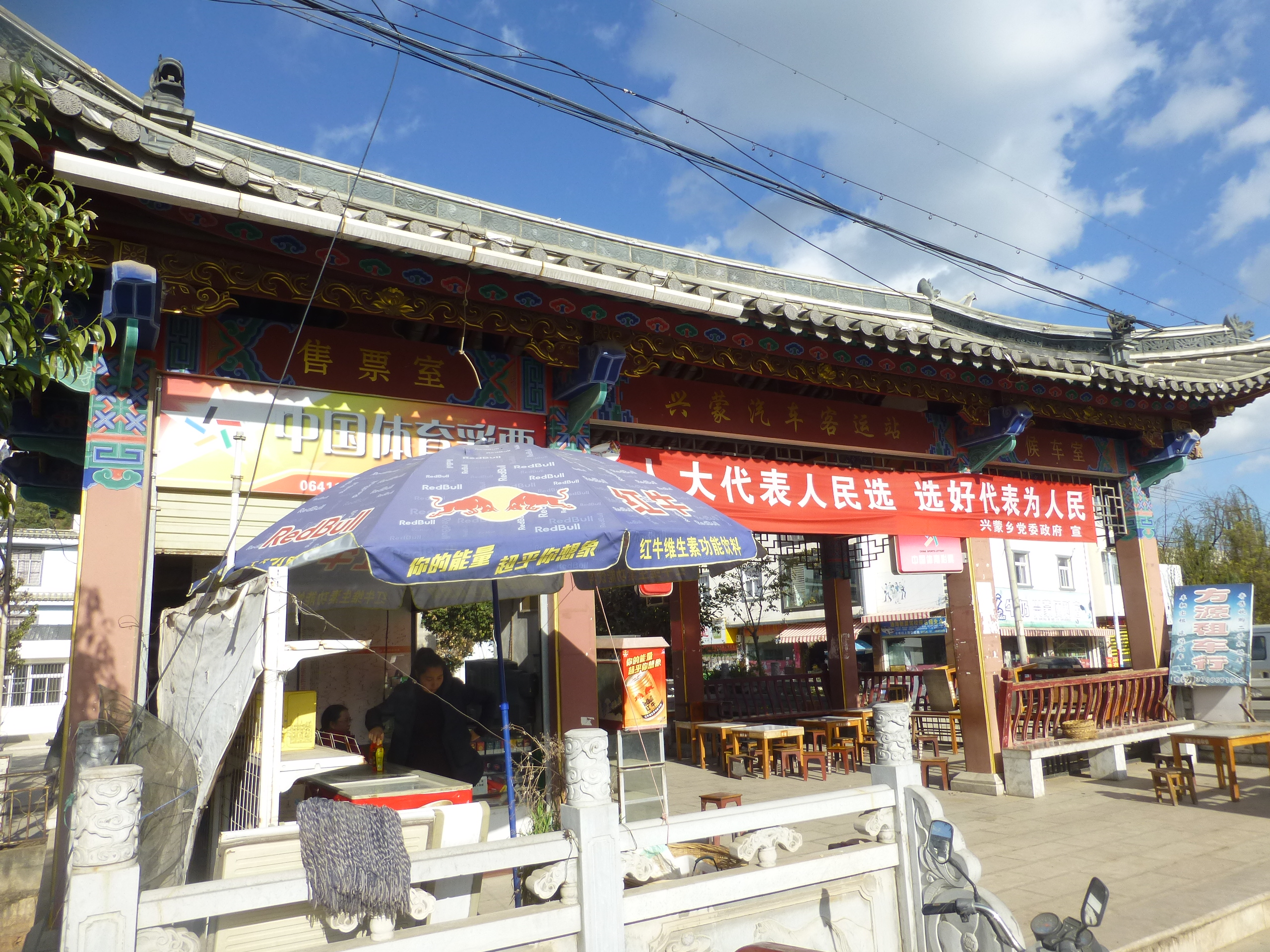
Loja em Xingmeng com a fachada escrita em chinês.

O khatso é uma língua ágrafa. Por conta disso, todas as anotações em placas e paredes, por exemplo, precisam ser escritos em chinês. No entanto, em trabalhos acadêmicos, as representações escritas do idioma costumam ser apresentadas usando o AFI, e os superscritos numéricos são usados para representar os tons. Existem também alguns autores que optam por utilizar o alfabeto chinês para aproximar a pronúncia das palavras khatso, embora essa seja uma abordagem menos comum.

## Gramática

### Pronomes
Os pronomes consistem de palavras que são usadas como substitutos para os substantivos no discurso. Em khatso, existem três tipos: pronomes pessoais, pronomes demonstrativos e pronomes interrogativos.

#### Pronomes pessoais
Em khatso, os pronomes pessoais costumam ser usados para referenciar ser humanos. Existe uma variação na pronúncia do morfema para representar o plural. Ele pode ser / tsʰɤ / ou / tsʰɛi³³ / e pode ter o tom 33 ou o tom 31, sem alguma mudança no significado. Além disso, os pronomes distinguem pessoa e número, mas não gênero, então i³³ (3ª pessoa do singular) pode ser traduzido como "ele" ou "ela".
| Pessoa   | Número   | Número                   | Número                   |
| Pessoa   | Singular | Plural                   | Plural                   |
| -------- | -------- | ------------------------ | ------------------------ |
| Primeira | ŋa³³     | ŋa³³tsʰɤ³³ ŋa³³tsʰɛi³³   | ŋa³³tsʰɤ³¹ ŋa³³tsʰɛi³¹   |
| Segunda  | nɛi³³    | nɛi³³tsʰɤ³³ nɛi³³tsʰɛi³³ | nɛi³³tsʰɤ³¹ nɛi³³tsʰɛi³¹ |
| Terceira | i³³      | i³³tsʰɤ³³ i³³tsʰɛi³³     | i³³tsʰɤ³¹ i³³tsʰɛi³¹     |

Exemplos:
ŋa³³tsʰɤ³³ i³³ tɛi³¹ ŋ̩³²³ miau⁵⁵ i³⁵ wa³³.
Nós planejamos algum dia encontrar ele.
ŋa³³tsʰɤ³¹ pv̩³²³ ɤ⁵⁵za³¹
Nossos netos.

#### Pronomes demonstrativos
Na língua khatso, os pronomes demonstrativos são usados para indicar referências específicas no discurso, relacionando-as com o ambiente espacial ou centro deítico da fala. Os pronomes demonstrativos em khatso possuem uma distinção binária: referem-se aos objetos como estando próximos (proximal) ou distantes (distal) do falante. Essas categorias são representadas por dois morfemas: o proximal tɛi³³ e o distal a³³.
Esses morfemas não podem aparecer sozinhos e devem ser combinados com um classificador. As construções de demonstrativo e classificador seguem o substantivo ao qual se referem. Além disso, em geral, os pronomes demonstrativos substituem os pronomes pessoais quando se referem a entidades não humanas. Eles podem tanto modificar um substantivo quanto substituí-lo completamente.
Exemplo:
ŋa³¹tsɿ³²³ a³³ ta³²³.
Aquela enguia.
O classificador na frase ajuda a especificar a que o pronome se refere, indicando uma característica saliente do substantivo. Por exemplo, o classificador jo³⁵ é específico para substantivos humanos, clarificando que o pronome se refere a uma pessoa.

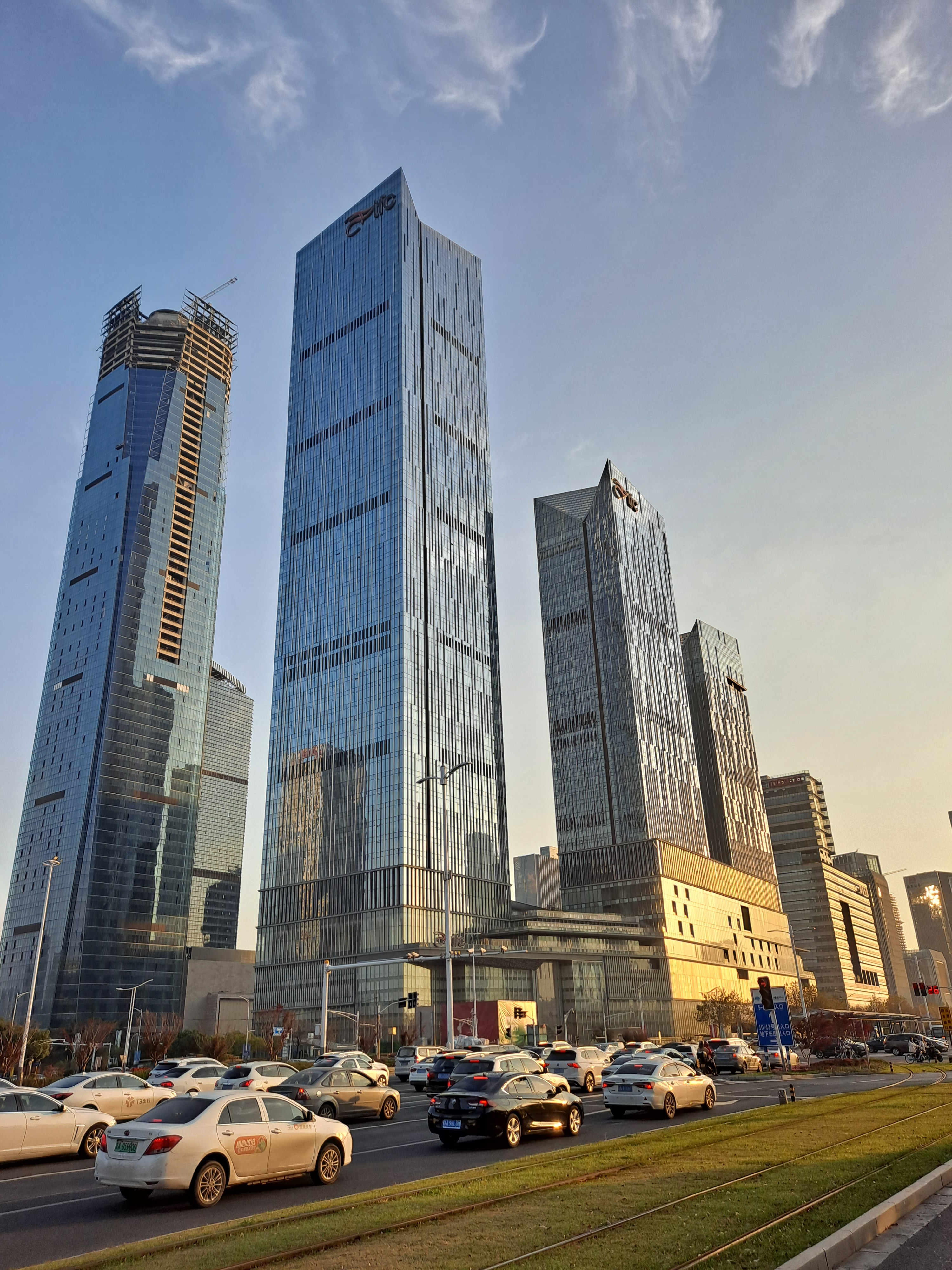
Hexi CBD, em Nanjing.

Exemplo:
nv̩³²³kv̩³³ so²⁴ i³³ la²⁴ tɛi³³ jo³⁵.
Esse que foi para Hexi para aprender.
Os morfemas demonstrativos são inerentemente singulares. Para representar referentes plurais, é necessário combinar com o classificador ko⁵⁵, que é usado para indicar pluralidade para qualquer tipo de substantivo, seja humano, animal ou inanimado.
Exemplo:
a³³ŋ̩⁵⁵ a³³ ko⁵⁵
Aqueles gatos

#### Pronomes Interrogativos
Na língua Khatso, os pronomes interrogativos são utilizados para questionar elementos específicos de uma frase, como "quem", "o quê", "quando" e "onde". Essa classe de palavras é fechada e todos os membros começam com o morfema interrogativo xa³³. Esse morfema se combina com classificadores ou outros morfemas para formar as palavras interrogativas completas.
| Khatso                               | Português         |
| ------------------------------------ | ----------------- |
| xa³³jo³⁵                             | "quem"            |
| xa³³ma⁴⁴                             | "o quê"           |
| xa³³tɕha⁵⁵kʰv̩³³ xa³³tsɛi³⁵ xa³³sau³³ | "quando"          |
| xa³³ȵa⁵³                             | "onde"            |
| xa³³ma³⁵li⁴⁴li³³                     | "por quê"         |
| xa³³ni³³ xa³³ni³³ko⁵⁵                | "como", "quantos" |

### Verbos
Na língua khatso, os verbos formam uma das principais categorias do léxico, similar aos substantivos. Eles são caracterizados por uma estrutura morfológica não marcada, o que significa que não há elementos específicos que indiquem sua classificação como verbos. A maioria dos verbos é monossilábica, tal como muitos substantivos, advérbios e partículas gramaticais. Exceto por alguns verbos dissilábicos, como ŋ̩²⁴ka³³ "ver, olhar" e na²⁴ŋ̩²⁴ "perguntar", a maioria dos verbos dissilábicos são empréstimos do hanyu.

#### Tempo e aspecto
Como a maioria das línguas tibeto-birmanesas, o khatso possui um sistema aspectual verbal, que difere de um sistema de tempos verbais que indicam quando algo acontece (passado, presente, futuro), como em muitas línguas ocidentais. Em vez disso, o aspecto no khatso indica a estrutura temporal inerente ao próprio evento. Por exemplo, eles usam um marcador chamado wa³²³ para mostrar que algo já foi completado, enquanto wa³⁵ é usado para dizer que algo ainda vai acontecer. Outros marcadores, como la³¹ e ta³³, são usados para eventos que poderiam acontecer, mas não aconteceram, algo como falar sobre possibilidades.
Além disso, os falantes de khatso podem usar partículas especiais para dar mais ênfase ou transformar uma frase em uma pergunta, alterando o marcador de aspecto usual. Por exemplo, para enfatizar que algo definitivamente acontecerá no futuro, eles substituem wa³⁵ por ŋɛi³⁵. Se querem fazer uma pergunta sobre algo que foi completado, usam la³¹ em vez de wa³²³.
| Marcador de Aspecto   | Função              |
| --------------------- | ------------------- |
| wa³²³                 | perfeito            |
| tɤ³³ ti³³ ja³³        | progressivo         |
| tsɤ³¹                 | contínuo            |
| tso²⁴                 | iterativo           |
| la³¹                  | perfeito irrealis   |
| a³³                   | imperfeito irrealis |
| tɤ³³ wa³³ tsɤ³¹ wa³²³ | inceptivo           |
| wa³⁵                  | futuro              |
| ko⁵³                  | experiencial        |

Além do aspecto, a estrutura temporal dos eventos também pode ser expressa através do significado lexical dos verbos, um fenômeno conhecido como Aktionsart. Na língua khatso, diferentes verbos exemplificam essa variedade de ações temporais intrínsecas. Por exemplo, o verbo ŋ̩²⁴ "ser vermelho" transmite um estado que possui duração mas não alteração interna, em contraste com kɤ³¹ "correr", que expressa uma atividade dinâmica e contínua sem um fim específico. Verbos como sɿ³³ "morrer", por outro lado, descrevem eventos que possuem um ponto final definido. Adicionalmente, alguns verbos representam ações extremamente breves; tsa²⁴ "encontrar" é considerado um evento que ocorre instantaneamente, enquanto outros como tsɿ⁵⁵ "tossir" ocorrem tão rapidamente que quase não têm duração perceptível.

#### Modo
Em khatso, existem três modos verbais: declarativo, imperativo e optativo.

##### Declarativo

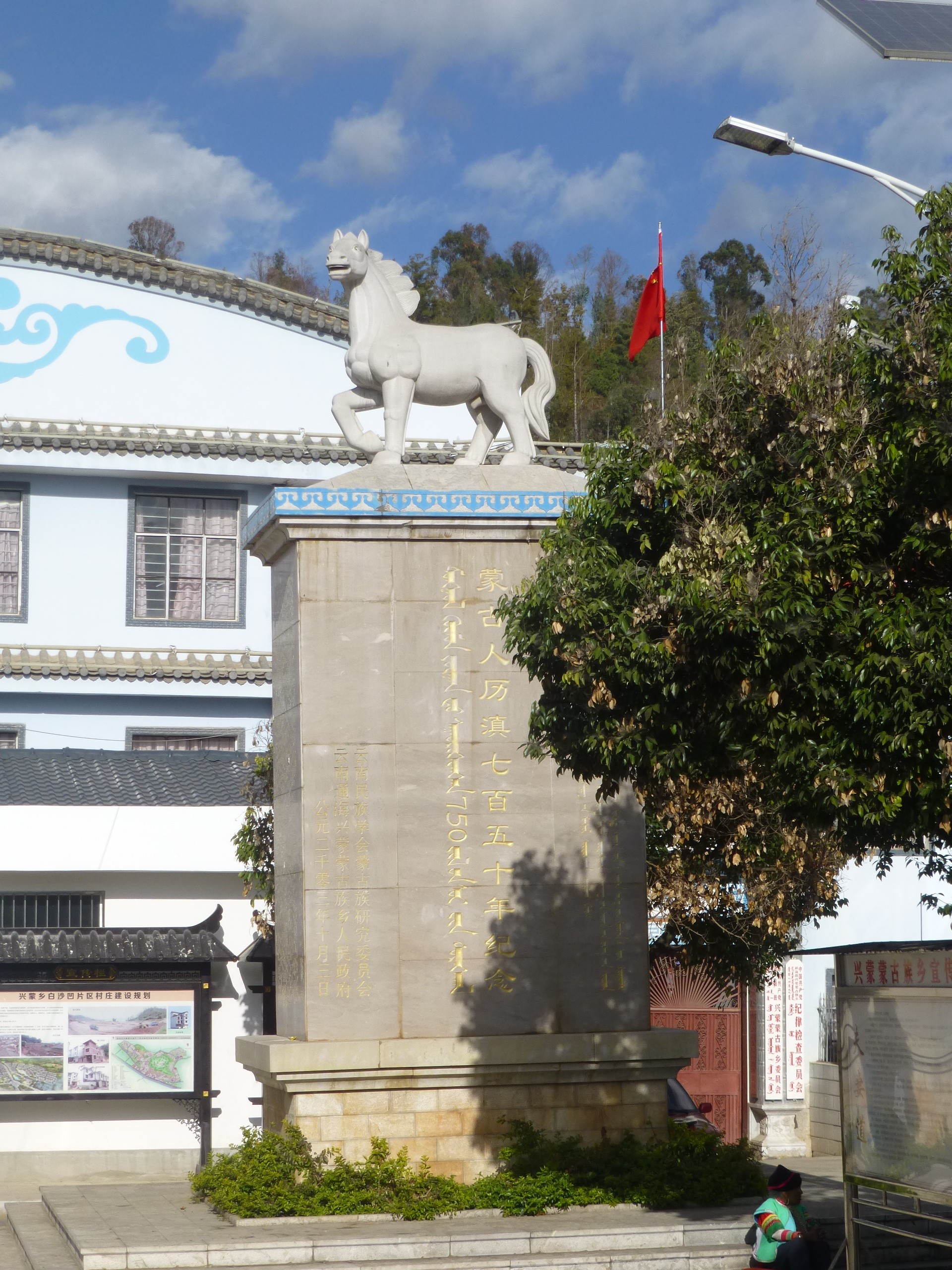
Estátua erguida em 2003 para comemorar o 750º aniversário da chegada dos mongóis em Yunnan, com inscrições bilíngues em chinês e mongol.

Na língua khatso, as frases declarativas são aquelas que transmitem informações consideradas verdadeiras pelo falante. Elas são predominantes no discurso do cotidiano e não possuem marcações específicas que as identifiquem como declarativas. Isso se deve ao fato delas serem a maneira mais natural e frequente de falar no dia a dia.

##### Imperativo
As frases imperativas são usadas para dar ordens, fazer pedidos, convidar pessoas, dar instruções ou sugerir algo. Esse tipo de frase geralmente termina com um marcador especial que indica que a frase é uma ordem. Os marcadores mais comuns são jɛ²⁴ e pa³¹, que podem ser usados de forma intercambiável na maioria das vezes. Ainda assim, não é obrigatório usar marcadores para mostrar que uma frase é imperativa. Às vezes, uma frase comum pode ser entendida como uma ordem dependendo do contexto ou da maneira como é dita. Porém, usar os marcadores de ordem é comum porque ajuda a deixar claro o que o falante quer dizer e geralmente torna a ordem mais leve.

##### Optativo
No modo optativo da língua khatso, usa-se uma partícula especial chamada pa³²³jɛ²⁴ para marcar frases que expressam desejos ou esperanças. Esses desejos podem ser possíveis de realizar ou não.
Exemplos:
ŋa³³tsʰɤ³³ tɕʰɛ³²³ tso³²³ pa³²³jɛ²⁴.
(Espero que) fiquemos ricos.

na²⁴ kɯ³²³ sa³³ pa³²³jɛ²⁴.
(Espero que) seja divertido.

### Substantivos

#### Classificadores
Assim como muitas línguas da família Sino-tibetana, o khatso possui um sistema rico de classificadores. Os classificadores são morfemas que modificam substantivos de acordo com uma ou mais características salientes inerentes ao substantivo, como humanidade, forma, tamanho, estrutura ou função.
Na língua khatso, cada substantivo contável possui pelo menos um classificador lexicalmente atribuído, que geralmente descreve uma característica específica do substantivo, estabelecendo uma relação semântica entre ambos. Por exemplo, o classificador jo³⁵ é usado com substantivos que denotam seres humanos, enquanto kɤ²⁴ é utilizado para itens longos, finos e flexíveis, como cordas, fios, cabos e linhas de pesca. Já os substantivos de massa podem ser acompanhados por diferentes classificadores, dependendo da medida relevante; por exemplo, i³²³tɕa⁵³ "água" pode ser quantificada com classificadores como pɛi³³ "copo", pʰi³²³ "garrafa" ou sɛi³³ "litro". Vale notar que, enquanto alguns classificadores em khatso correspondem a substantivos em português, outros não possuem tradução direta. Os classificadores geralmente seguem os substantivos na estrutura da frase.

##### Classificadores sortais

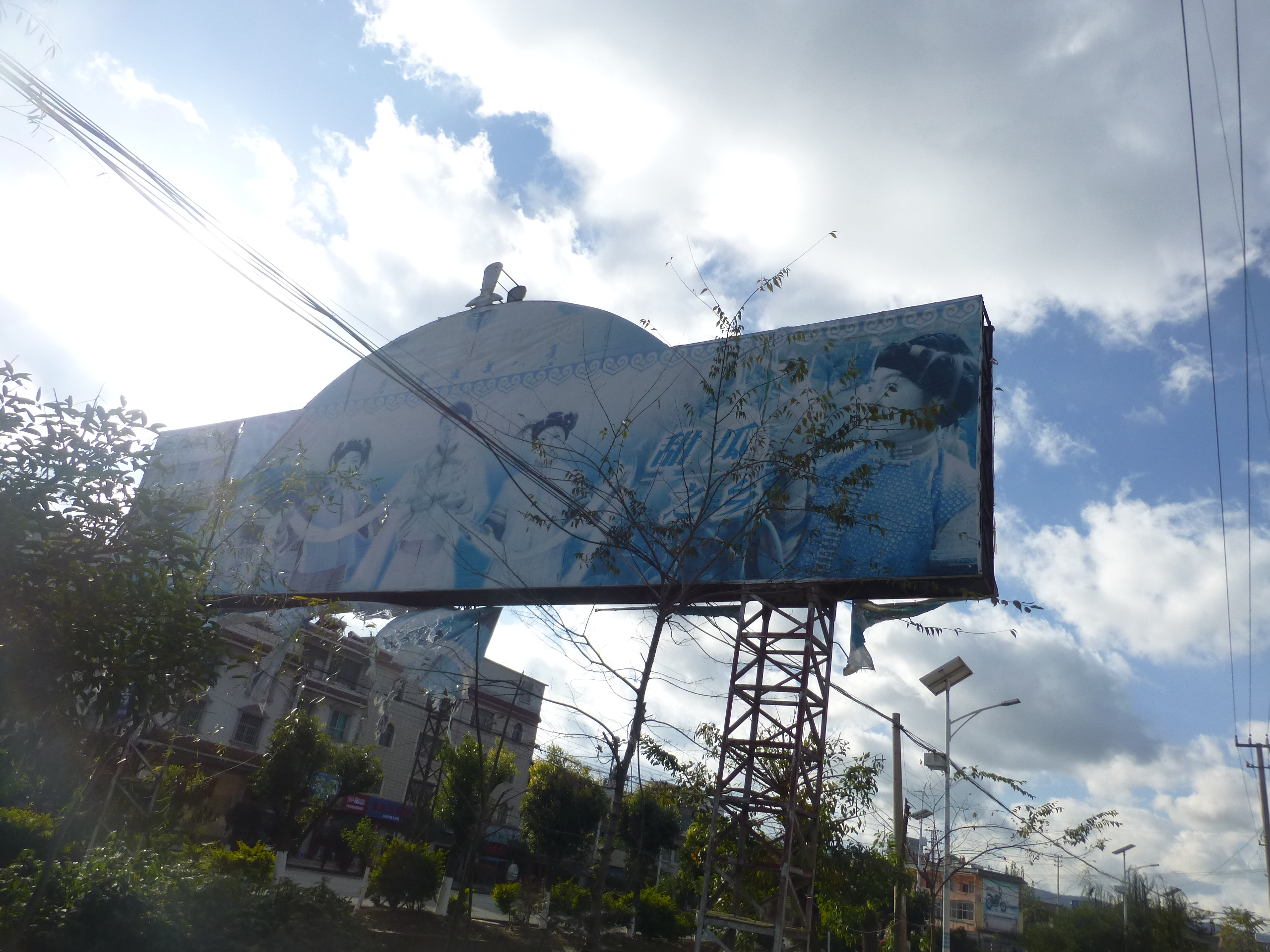
Outdoor em Xingmeng. Substantivos planos como essa placa recebem o classificador la⁵³.

Os classificadores sortais na língua khatso são usados para acompanhar substantivos contáveis e destacam uma característica saliente do substantivo, geralmente relacionada a propriedades físicas como forma, tamanho, estrutura interna ou arranjo. Alguns desses classificadores podem abranger múltiplas características, enquanto outros enfatizam a função do substantivo. Por exemplo, o classificador ma²⁴ é bastante versátil, sendo usado com uma ampla variedade de substantivos que vão desde itens pequenos e redondos como arroz e feijão até móveis e aviões, não implicando uma característica única.
Um outro classificador la⁵³ é utilizado com substantivos que têm uma superfície plana, como espelhos, quadros, panos, lençóis, cortinas, tapetes, placas e bandeiras. Enquanto o classificador ta³²³ é associado a animais que se contorcem, como cobras, enguias, minhocas e dragões.

##### Classificadores mensurais
Na língua khatso, os classificadores mensurais são palavras especiais usadas para quantificar substantivos. Eles são particularmente úteis com substantivos de massa, como i³²³tɕa⁵³ "água" e tsa³²³ "arroz", que não têm uma forma plural distinta. Esses classificadores ajudam a especificar quantidades de itens que podem não ser facilmente contados individualmente, como líquidos ou grãos.
Os classificadores mensurais na língua khatso podem ser divididos em três categorias principais: medidas tradicionais, medidas modernas e recipientes. As medidas tradicionais incluem unidades emprestadas do hanyu, como tsʰuɛi³⁵ "polegada" e tsɿ²⁴ "jīn" (equivalente a meio grama). Já as medidas modernas seguem o sistema métrico, como em ko³³tsɿ²⁴ "quilograma" e ko³³li³¹ "quilômetro", mostrando a influência do sistema métrico adotado na China moderna. Por fim, há os classificadores que denotam recipientes, tais como tɛi³⁵ "saco pequeno" e pʰi³²³ "garrafa", que frequentemente correspondem aos nomes comuns desses objetos, alguns podendo até mesmo compartilhar a mesma forma.

##### Classificadores humanos
No khatso, também existem classificadores específicos utilizados para referenciar humanos. O classificador jo³⁵ é utilizado de forma singular para indicar qualquer pessoa, abrangendo uma variedade de papéis humanos como homem, criança, pai, irmã, professor, agricultor, prefeito, entre outros. Por outro lado, os classificadores gerais ma²⁴ e mɛi⁴⁴ são aplicados para denotar a ocupação ou função exercida pela pessoa, e não diretamente o indivíduo. Por exemplo, a expressão lau³²³sɿ³³ jo³⁵ refere-se a "um professor (a pessoa)", enquanto lau³²³sɿ³³ mɛi⁴⁴ indica "uma posição de professor".

##### Classificadores monetários

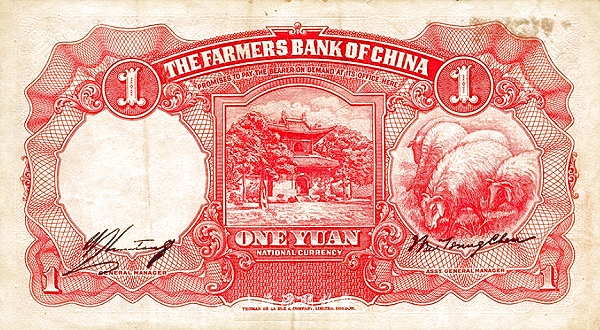
Nota de um Yuan Chinês emitida pelo Banco dos Agricultores da China enquanto a República da China ainda administrava o continente chinês.

Na língua khatso, discutir quantidades de dinheiro envolve o uso de classificadores monetários. Existem duas palavras comuns para "dinheiro" em khatso: tsɿ³¹xɤ³⁵ e tɕʰɛ³²³. Quando se fala em quantidades específicas de dinheiro, utiliza-se uma construção emprestada do hanyu, incluindo um sistema numeral também emprestado, que é típico para expressar datas e horários. Os principais classificadores em khatso para dinheiro são fɛi³³ para centavo, tɕo³²³ e xau³²³ para dez centavos, e kʰuai³¹ para o yuan, que é a unidade monetária básica da China. A sintaxe geralmente segue o padrão do chinês, colocando o substantivo no final.
Exemplos:
lia³¹ fɛi³³ tɕʰɛ³²³.
Dois centavos.
lia³¹ kʰuai³¹ tɕʰɛ³²³.
Dois yuan.

### Sentenças
A estrutura da sentença na língua khatso é flexível, mas segue um padrão principal de A R P V (Agente, Recipiente, Paciente, Verbo), onde o verbo quase sempre aparece no final da frase. Importante destacar que o khatso pode ser descrito como uma língua baseada na pragmática, o que significa que o significado das palavras e o contexto da conversa são mais importantes do que a estrutura gramatical para entender o que está sendo dito.
Em khatso, todos os argumentos, sejam eles agentes, sujeitos, objetos ou receptores, geralmente aparecem antes do verbo e não possuem marcações específicas que definam seus papéis, com exceção de um marcador usado apenas em certas condições para indicar o agente pragmático.
A ordem das palavras na língua khatso também é bastante flexível e frequentemente ajustada conforme as necessidades do discurso. Além disso, é comum omitir quem está fazendo a ação ou quem a recebe quando isso já é conhecido pelo contexto, um fenômeno chamado de "anáfora zero". Isso pode tornar algumas frases confusas, pois, sem um contexto claro, a frase abaixo (1), por exemplo, pode deixar algumas dúvidas: o macaco está fazendo a ação, recebendo a ação ou é o objeto da ação?
(1) a²⁴ȵo⁵³ mɛi⁴⁴ kɯ³¹ wa³²³.
O macaco (me) deu (a tangerina); (Eu) dei para o macaco (a tangerina); (Eu) dei (para ele) o macaco.

#### Agentividade pragmática
No khatso, o marcador de agente kɛi³³ é usado de forma opcional para evitar confusões sobre quem está realizando a ação em uma frase. Por exemplo, em situações onde há ambiguidade ou quando o agente da ação não é claramente identificável pelos elementos da frase, o marcador kɛi³³ é utilizado para esclarecer que o substantivo marcado é o agente, ou seja, quem executa a ação. Esse fenômeno é chamado de "ergatividade opcional". Entretando, como o uso desse marcador em khatso é determinado pelo contexto ao invés da sintaxe, o termo "agentividade pragmática" se torna mais preciso.
Durante o discurso, os falantes usam diversos fatores, como a valência dos verbos, a animacidade dos substantivos, a ordem das palavras e o contexto geral da conversa, para definir os papéis semânticos dos argumentos nas frases. Na maior parte dos casos, esses elementos são suficientes para entender quem faz o quê. Contudo, em situações onde esses elementos não são suficientes para remover a ambiguidade, o uso do kɛi³³ torna-se necessário para garantir a clareza da comunicação.

## Vocabulário

### Conto folclórico khatso
Este trecho descreve parte de um conto tradicional contado por xua²⁴ pʰɛi³³xo³¹, um ex-oficial de governo conhecido por suas habilidades narrativas. A história gira em torno de um ser celestial que desce à Terra para testar a moralidade dos humanos, resultando em punições quando falham.
| Khatso | Português |
| --- | --- |
| tʃʰɛi³³ o⁵³ la²⁴, tsɿ³¹tɕʰa²⁴ pʰɯ³²³ mɯ³²³ pʰɯ²⁴ tʃʰɛi³³ o⁵³ tso²⁴ tɕʰa³¹ kʰɤ²⁴ pʰɯ³²³ tʰɛi³³ pʰi³¹ ti³²³. ja⁵³ tʰɯi³⁵miɛ³⁵, tʰɯi³⁵miɛ³⁵ tɕʰa³¹ kʰɤ²⁴ ti³²³ kʰɛi³³ tɕʰo³⁵, tɕʰa³¹ kʰɤ²⁴ a³³ miɛ³⁵ ti³²³ kʰɛi³³ tɕʰo³⁵, pʰi²⁴ŋɯ²⁴ma³³ tʃʰɿ³³pʰa⁵⁵ tʰa⁵⁵, tɕʰa³²³ ka²⁴ to³³ ka³²³ ma³¹ vɛi³¹ tʰɤ⁴⁴ tʰa⁵⁵ tʰɤ⁴⁴, tʰa⁵⁵ la²⁴ tʰɛi³³ tʰɛi³¹ jo³⁵. o²⁴ti³²³ tʃʰɿ³³ li³³ wa³³ tsɛi³¹ ja⁵³ni³²³, “ta³⁵tsi³¹tsi²⁴—, “ŋa³³ tɛi³¹tʰɤ⁵⁵ to³⁵ pa³²³ liɛ³³.” | Quem capina o arroz, Eles estavam capinando o arroz nos seus próprios campos ao lado do rio. Depois, do lado oposto, Do lado oposto do rio então, Uma mulher Han com pés atados, Andando, (ela) andava instável, (com pés) atados, Aquela com os (pés) atados. (Eles dizem que ela) chegou lá, então, “Irmã mais velha-- “Venha me ajudar a atravessar.” |

### Diálogo
Este diálogo apresenta uma conversa entre duas costureiras khatso, wa³¹ zɿ²⁴jɛ⁴⁴ (WYY) e kʰuɛi⁴⁴ li²⁴ (KL), gravada enquanto demonstravam como fazer os nós de botão usados para decorar a frente do casaco tradicional das mulheres khatso. Durante o trecho, elas discutem sobre o processo de costura e diversos outros tópicos.
| Khatso | Português |
| --- | --- |
| KL; nɛi³³tsʰɛi³³, nɛi³³ tɕo³⁵ pɛi³²³ko⁵³ma³³ jo³⁵ wa³²³, ŋ̩⁴⁴ ŋuo³¹? WYY; ŋ̩³³ ȵa³³. ŋa³³ pɛi³²³ko⁵³ma³³ jo³⁵ ŋɛi³³. KL; pʰɛi³³tsʰɤ³³, tsau²⁴ li³¹ sɛi⁴⁴, kɛi³³, to⁴⁴mɛi³¹ sɛi⁴⁴ kɛi³³— WYY; to⁴⁴mɛi³¹ i²⁴ma³³ tsʰɤ³³ ni³¹ ŋa³³tsʰɤ³¹ tsɿ³⁵tɕo³⁵ pv̩³²³ tsa³¹m̩³¹ tsʰɤ³³ ŋ̩³³ po⁵³ tɤ⁵³. KL; tsau²⁴ li³¹ sɛi⁴⁴ ni³⁵? WYY; tsau²⁴ li³¹ sɛi⁴⁴ ni³¹, tsʰi³³ tsʰi³³ ni³³ zɿ³⁵tɕo³⁵ sɛi⁴⁴ ma³¹ ŋ̩³³ wa³³ sɛi³¹. KL; o⁵³. ja⁵³ ŋa³³ sɛi⁴⁴ pʰo³²³ tsʰɤ³³ ni³⁵? WYY; m̩³⁵? KL; ŋa³³ sɛi⁴⁴ pʰo³²³ tsʰɤ³³ ni³⁵? WYY; ŋa³³ sɛi⁴⁴ mo³³⁵? KL; ŋa³³ sɛi⁴⁴ pʰo³²³. WYY; nɛi³³ sɛi⁴⁴ pʰo³²³ ma³¹ sɿ⁵⁵ ŋa³³. KL; tsau²⁴ liɛ³¹xiɛ³³。 WYY; ŋa³⁵ ni³¹， tɛi³³ko⁵⁵ma³³ ma³¹ sɿ⁵⁵. KL; ma³¹ sɿ⁵⁵ sa⁴⁴? | KL; Vocês, Você é de pɛi³²³ko⁵³, certo? WYY; Sim. Eu sou de pɛi³²³ko⁵³. KL; Hum³³, a família de tsau²⁴ li³¹, e, a família de to⁴⁴mɛi³¹— WYY; A mãe de to⁴⁴mɛi³¹, (ela) era filha do nosso tio, (entende?) KL; E a família de tsau²⁴ li³¹? WYY; A família de tsau²⁴ li³¹, (Eles) não são próximos da família do meu tio. KL; Ah. Então, e o povo da minha avó? WYY; Hein? KL; E o povo da minha avó? WYY; Minha mãe? KL; Minha avó. WYY; (Eu) não conhecia sua avó. KL; tsau²⁴ liɛ³¹xiɛ³³. WYY; Eu, (Eu) não conheço muitas (pessoas). KL; (Você) não conhecia (ela)? |